# Chenopodium albescens
Chenopodium albescens là loài thực vật có hoa thuộc họ Dền. Loài này được Small mô tả khoa học đầu tiên năm 1903.